# Пайютская война
Пайютская война (англ. Paiute War), также известная как Война на озере Пирамид (Pyramid Lake War), — вооружённый конфликт между северными пайютами, шошонами и банноками с одной стороны, и армией США и американскими поселенцами с другой, произошедший в районе озера Пирамид в 1860 году. Конфликту предшествовала серия стычек между белыми мигрантами и местными индейскими племенами, в результате которых вспыхнула война, повлекшая за собой гибель 85 американцев и 31 индейца. Небольшие рейды и столкновения продолжались до тех пор, пока в августе 1860 года не было достигнуто соглашение о перемирии.